# 萊寧根家族
萊寧根家族（德語：Haus Leiningen）是德國歷史上的一個貴族，家族成員在神聖羅馬帝國中持有帝國伯爵（Reichsgraf）的頭銜。

萊寧根家族的始祖是埃米索，一位11世紀末的伯爵。他的家族於1220年左右絕嗣，原本出自薩爾布魯根家族的腓特烈二世藉由母親的血緣獲得萊寧根繼承權；當他的孫子腓特烈四世（Friedrich IV）於14世紀初去世後，萊寧根家族的領地分為萊寧根-達格斯堡（Leiningen-Dagsburg）以及萊寧根-哈爾登堡（Leiningen-Hardenburg）兩系，由腓特烈四世的兩個兒子與其後嗣統治。達格斯堡系於15世紀絕嗣，由哈爾登堡系繼承，而後者又在16世紀時分為萊寧根-達格斯堡-法爾肯堡（Leiningen-Dagsburg-Falkenburg）以及萊寧根-達格斯堡-哈爾滕堡（Leiningen-Dagsburg-Hartenburg）。法爾肯堡分支於1766年絕嗣，而哈爾滕堡分支則在1779年獲得帝國親王（Reichsfürst）的頭銜，成為萊寧根親王。1793年因法蘭西第一共和國佔領萊茵河左岸而失去家族領土，但仍保持親王的稱號，直到1918年德國君主制廢除。

## 萊寧根統治者
- 腓特烈二世，1220－1237
- 腓特烈三世，1237－1287
- 腓特烈四世，1287－1316

### 萊寧根-達格斯堡
- 腓特烈五世，1316－1327
- 腓特烈六世，1327－1342
- 腓特烈七世，1342－c.1378
- 腓特烈八世，1378－1387
- 腓特烈九世，1387－1437
- 黑索，1437－1467

### 萊寧根-哈爾登堡
- 戈特弗里德，1316－1344
- 埃米希六世，1344－1381
- 埃米希七世，1381－1452
- 埃米希八世，1452－1495
- 埃米希九世，1495－1535
- 埃米希十世，1535－1541

### 萊寧根-達格斯堡-哈爾滕堡
- 約翰·菲利普一世，1541－1562
- 埃米希十二世，1562－1607
- 約翰·菲利普二世，1607－1643
- 腓特烈·埃米希，1643－1698
- 約翰·腓特烈，1698－1722
- 腓特烈·馬格努斯，1722－1756
- 卡爾·腓特烈·威廉，1756－1779

### 萊寧根-達格斯堡-法爾肯堡
- 埃米希十一世，1541－1593
- 約翰·路德維希，1593－1625
- 埃米希十三世，1625－1657
- 格奧爾格·威廉，1657－1672
- 約翰，1672－1698
- 克里斯蒂安·卡爾·萊因哈德，1698－1766

### 萊寧根親王
- 卡爾·腓特烈·威廉，1779－1807在位
- 埃米希·卡爾，1807－1814在位
- 卡爾，1814－1856在位
- 恩斯特，1856－1904在位
- 埃米希，1904－1918在位

## 萊寧根家族首領
- 埃米希，1918－1939
- 卡爾，1939－1946
- 埃米希·基里爾，1946－1991
- 安德烈阿斯，1991－